# ドミニカ・ペソ
ドミニカ・ペソ（Dominican peso）は、ドミニカ共和国の通貨。通貨の補助単位はセンターボ。
ドミニカ・ペソが初めて発行されたのは、ドミニカがハイチから独立した1844年である。1877年には、ペソの下にセンターボという単位を置いた。1891年から1897年までの間は、ドミニカ・フランコという新通貨が発行されていた。その後1905年にいったん通貨はアメリカ・ドルとなり、5ペソ＝1ドルのレートで交換された。1937年にはペソ・オロが発行され、ドミニカは再び独自通貨を持つようになった。アメリカ・ドルは1947年まではペソと同じくドミニカ国内で使用されていた。

## 硬貨
4分の1レアル貨が、青銅で1844年に、真鍮で1848年に発行された。1877年には1、2½ 、5センターボ貨が発行された。1¼センターボ貨は、1882年から1888年の間発行された。フランコ放棄後、1897年に10および20センタボ、½、1ペソ銀貨が発行された。
ペソ再導入後、1937年に1、5、10、25センターボおよび2分の1ペソ貨が、1939年には1ペソ貨が発行された。1991年に5、10、25ペソ貨が発行された。インフレーションにより、現在1ペソ以下の硬貨はほとんど流通していない。

## 紙幣
1848年に40及び80ペソ紙幣が作られ、1949年には1、2、5ペソが、1958年には10、50ペソが導入された。1865年にはComision de Haciendaが50及び200ペソを発行し、Junta de Creditoが同年10、20ペソを、1866年には5及び40センターボを、1867年には1、2、5、10ペソが発行された。½、2、5、15、25ペソ紙幣が1862年にIntendencia de Santo Domingoで発行された。
2つの民間銀行が発券業務を行っていた。Banco Nacional de Santo Domingoは1869年から1889年まで25、50センターボ、1、2、5、10、20、25、100ペソ紙幣を発行していた。Banco de la Compañia de Crédito de Puerto Plataは、1880年代から1899年まで25、50センターボ、1、2、5、10、50ペソを発行していた。
1937年にドミニカ・ペソが再導入されても紙幣は10年間発行されず、米ドル紙幣が流通し続けた。1947年、やっと中央銀行によって1、5、10、20、50、100、500、1000ペソ紙幣の発行が開始された。1961年には、10、25、50センタボ紙幣が発行された。2000年には2000ペソ紙幣が発行を開始した。現在流通している紙幣は50、100、200、500、1000、2000ペソである。10、20ペソ紙幣はそれぞれ硬貨に置き換えられつつある。2010年、新しい20ペソ紙幣が発行を開始した。1992年にはアメリカ大陸発見500周年を記念して500ペソ記念紙幣が、2000年にはミレニアム記念で2000ペソ記念紙幣が発行された。